# Zaid Ibn Shaker
Feldmaršal Princ Zaid ibn Shaker (1934. – 30. kolovoza 2002.), trostruki jordanski premijer i visoki časnik u vojsci preko 12 godina do smjene 1988. godine. Rođak kralja Husseina, čije su mu veze pomogle u karijeri.
Vodio je jordansku vojsku tijekom Šestodnevnog rata.